# 横瀬氏
横瀬氏（よこせし）は、武家・士族だった日本の氏族。もとは上野国新田岩松氏の家臣の家系だが、後に下剋上で岩松氏から権力奪取し、上野国新田金山城主として戦国大名化。成繁の代に由良（ゆら）と改姓。後に後北条氏の攻撃で戦国大名としては滅亡するが、小田原征伐後に豊臣秀吉より常陸国牛久5400石を与えられた。江戸時代には高家旗本となり、維新後には新田（にった）に改姓して士族となった。

## 歴史

### 横瀬姓時代
横瀬氏は、小野篁の流れをくむ小野氏の末裔とされる武蔵七党の横山氏・猪俣氏の一族である。上野新田郡横瀬郷を本領とし、横瀬氏を称した。岩松氏の重臣であったが、次第に実権を握り主家を圧倒、下克上し金山城主となった。
その先祖は新田義貞の三男・義宗の子と伝える。貞氏である。貞氏は家臣の横瀬時清の娘婿となり、横瀬氏を称した。ただし室町時代の横瀬氏は小野姓を称しており、新田子孫と自称するのは戦国時代と見られている。
貞氏の子の貞治、孫の貞国（良順）と続く。この貞国が史料上で確認できる横瀬氏の祖である。貞国は岩松家純の家臣として新田荘へ下向したとみられる。しかし、足利成氏側となった享徳の乱の最中、武蔵国須賀合戦で戦死した。貞国の子・国繁が継ぎ、国繁は岩松家執事となった。
国繁の子・成繁の時、主家・岩松氏や他の岩松家臣と対立した。反横瀬派は周辺勢力も利用して横瀬氏排斥を図るも失敗、逆に成繁が岩松当主・尚純とその父明純を排し、尚純の嫡子・夜叉王丸を傀儡（）に立て岩松家の実権を握った（「屋裏の錯乱」）。成繁の後は景繁・泰繁と続いた。
7代当主・横瀬泰繁の代には主君の岩松昌純（成人した夜叉王丸）から、岩松居城・金山城主となった。以降の岩松氏は監禁状態に置かれた。既に実権を握っていた横瀬氏だったが、自立したのである。

### 由良姓時代
8代当主・横瀬成繁は、鎌倉時代に新田氏宗家が代々相伝していた上野国新田郡由良郷の地名を姓とし、由良成繁と名乗る。
成繁は上杉謙信と結び、後北条氏に対抗した。反北条連合に加わったが、沼尻の合戦で反北条連合が負けると北条氏に屈服し、金山城を明け渡し、9代当主・由良国繁は小田原城に事実上人質となった。天正18年（1590年）、小田原征伐で北条氏が敗れると、由良国繁は解放された。
1590年に由良国繁は豊臣秀吉により常陸国牛久に5400石を与えられた。
江戸時代には由良貞房以降高家に列する。これと別に由良貞房の次男貞顕も延宝6年に召し出され、旧姓に由来して「横瀬」と称して高家に列する。
前者の幕末維新期の当主は由良貞時（従五位下侍従・信濃守、奥高家）で家禄は1000石、後者の幕末維新期の当主は横瀬貞固（従四位下侍従・筑前守、高家肝入）で、家禄は1000石。

### 明治以降の新田家
明治維新に際しては、由良貞時・横瀬貞固は、ともに朝廷に早期帰順して、幕臣から朝臣に転じて元高家として中大夫席を与えられた。明治元年7月2日、由良貞時とその父貞靖は、新田義貞の戦死日に合わせて新田に改姓している。
明治2年12月に中大夫以下の称は廃止となり、新田家（旧由良家）・横瀬家ともに士族に編入。また明治3年11月19日の太政官布告第845号に従い、新田貞時・横瀬貞固ともに江戸期の官位を返上。
由良新田家は貞時、貞善、貞観と当主が相次いで死去したため、旧宇土藩士武藤又右衛門の次男貞康が養子に入って相続。貞康は、自家こそが南朝忠臣新田義貞正統の末裔であると主張し、華族編列請願を行った。しかし交代寄合だった岩松俊純も明治初年に新田に改姓して、新田義貞正統の末裔と主張して華族編列請願運動を行っており、旧由良の新田家と旧岩松の新田家が華族の地位をめぐって競合した。結局、旧岩松新田家の新田俊純が新田義貞正統の末裔と認められて、明治16年8月13日付けで彼が華族に列した。
また新田義貞末裔の話とは別に両新田家と横瀬家は元高家・元交代寄合として華族候補にあがっていた。明治17年（1884年）に施行された華族令で華族が五爵制になった際に定められた『叙爵内規』の前の案である『華族令』案や『叙爵規則』案では元高家と元交代寄合が男爵に含まれていたためである。しかし最終的な『叙爵内規』では旧高家も旧交代寄合も対象外となったため、由良新田家と横瀬家は士族のままだった（この前年に華族に列していた岩松新田は男爵となった）。
由良新田家の貞康は、その後も諦めず華族編列請願を続け、明治22年2月3日付けで東京府知事高崎五六宛てに提出した『御願(華族願)』の中で自家が新田義貞正統の末裔である証拠品は二百品以上あり、岩松新田家は三品しか出せていないと主張した。また自著の『新田文庫抜粋略伝記』の中でも同じ主張をしており、それによれば、明治2年10月7日に太政官弁事伝達所より同家所蔵の系譜や什器を持参するよう命じられた貞善が、翌日に237点を持参して天覧に供し、その際に太政官の谷森真男と片岡某の立ち合いで、由良系が新田氏正統の末裔と認められたのだという。さらにこの後、雑誌『上毛及上毛人』に寄稿した「由良新田氏系統略記」の中でも貞康は、自家が新田義貞正統の末裔という主張を繰り返している。
また『授爵録』（明治26年～28年）によれば、明治25年に枢密顧問官海江田信義が宮内大臣土方久元に宛てて、貞康の娘観光尼について新田義貞の末裔であるとして華族に編列するよう求める請願書を提出している。旧薩摩藩士の海江田がなぜ旧幕臣の由良新田家を推薦したのか、また当時貞康はまだ生きてるのに、なぜ娘の方で請願したのかは不明である。
この請願に対して宮内省は当時彼女がすでに老齢であり、同家を相続する男子がない点を挙げたうえで、既に新田義貞子孫としては岩松系新田家を正統として認めて華族に列していることから「願の趣詮議に及び難く候条、書面却下候也」としている。
『東京朝日新聞』大正15年2月10日の朝刊、同翌日夕刊、『読売新聞』昭和8年3月7日朝刊、昭和11年11月21日朝刊に「新田たか」という女性に関する記事が掲載されているが、彼女の実父は三条実美の甥貞美、実母は「感光院」と記しており、観光尼の娘の可能性がある。

## 歴代当主
数字は当主継承順位
- （※新田政義：義貞の高祖父）
- （※新田義貞）
- （※新田義宗）
- （0）横瀬時清：横瀬氏の実質的な祖
- （1）横瀬貞氏（由良貞氏）
- （2）横瀬貞治（由良貞治）
- （3）横瀬貞国（由良貞国）
- （4）横瀬国繁（由良国繁）
- （5）横瀬成繁（由良成繁）
- （6）横瀬景繁（由良景繁）
- （7）横瀬泰繁（由良泰繁）
- （8）横瀬成繁（由良成繁）
- （9）由良国繁
- （10）由良貞繁
- （11）由良忠繁
- （12）由良親繁（由良貞房）
- （13）由良頼繁
- （14）由良貞長
- （15）由良貞整
- （16）由良貞通（実父：松平明矩）
- （17）由良貞雄
- （18）由良貞陰
- （19）新田貞靖（旧由良貞靖、実父：松平頼亮）
- （20）新田貞時（旧由良貞時、実父：森忠敬）
- （21）新田貞善（旧由良貞実）
- （22）新田貞觀（旧由良貞觀、貞善の双生弟）
- （23）新田貞康（旧新田義和、実父：武藤又右衛門）
- （24）新田義基（旧由良貞成：貞觀の子）

## 系譜
```
凡例
　太線は実子。二重線は養子。

　　　
貞氏
（由良貞氏）
　　　 ┃
　　　
貞治
（由良貞治）
　　　 ┃
　　　
貞国
（由良貞国）
　　　 ┃
　　　
国繁
（由良国繁）
　　　 ┃
　　　
成繁
（由良成繁）
　　　 ┃
　　　
景繁
（由良景繁）
　　　 ┃
　　　
泰繁
（由良泰繁）
　　　 ┃
　　　
成繁
（由良成繁）
　　　 ┣━━━━┳━━━━━┓
　　　
国繁
　　
長尾顕長
　　
渡瀬繁詮

　　　 ┣━━━┳━━━━━━━━━━┓
　　　
貞繁
　　忠繁（兄の養子へ）　
横瀬貞長

　　　 ∥　　　|
　　　
忠繁
←―――┘
　　　 ┣━━━┓
　　　
貞房
　　
貞満

　　　 ┣━━━━━━━┳━━┳━━━━┓
　　　
頼繁
（奥高家）　
繁栄
　
貞寛
　　
横瀬貞顕
（表高家）
　　　 ┃　　　　　　　　　　　　　　　┣━━━┓
　　　
貞長
　　　　　　　　　　　　　　
貞国
　
大越貞恒

　　　 ┣━━━┳━━━━┓　　　　　　┣━━━━━━┓
　　　
貞整
　
福島正森
　
烏山貞尭
　　　　
貞隆
　　　　　貞臣（兄の養子へ）
     　╠════════╗　　　　　　　　　　 ┣━━━╗　　 |
　　　
貞通
　　　
貞居
　　　　　　　　　
貞幹
　　
貞臣
←――┘
　　　 ┣━━━┓　 　　　 　　　　　　┏━━━┫
　　　
貞雄
　
織田信因
　　　　　　　　　
貞樹
　　
貞径

　　　 ┃　　　　　　　　　　　　　　　∥　　　 ┃
　　　
貞陰
　　　　　　　　　　　　　　
貞征
　　貞固（貞征の養子へ）
　　　 ∥　　　　　　　　　　　　　　　 ∥　　　　|
　　　
貞靖
（新田氏と自称）　　　　　　
貞固
←――――┘
　　　 ∥　　　　　　　　　　　　　　　 ┣━━━┓
　　　
貞時
　　　　　　　　　　　　　　
貞篤
　 
大館安次郎
（兄の養子へ）
　　　 ┣━━━┓
　　　
貞善
　　
貞觀
（双生兄の後嗣になる）
　　　　　　　　 ┃
　　　　　　　　
義基
　　
貞康
（貞觀を「死蹟相続した」と称したが、血縁関係・法的関係はない）
```

横瀬国繁（貞国の子）から景繁までは系譜によって異同がある。特に景繁と泰繁の間に国経を載せる系図があるが、国経は後世に挿入されたものとされる。